# ایوان فرگیچ
ایوان فرگیچ (انگلیسی: Ivan Frgić؛ ۱۸ ژوئیهٔ ۱۹۵۳ – ۳۱ اکتبر ۲۰۱۵) کشتی‌گیر اهل صربستان بود.